# الوادي 01 (عين قنصرة)
الوادي 01 هي إحدى مشيخات المملكة المغربية، تتبع جغرافيا لإقليم مولاي يعقوب وإداريًا لعين قنصرة. يقدر عدد سكانها بـ 2542 نسمة حسب الإحصاء الرسمي للسكان والسكنى لسنة 2004.